# Jeden blázen sto jiných nadělá
Jeden blázen sto jiných nadělá (v italském originále Un pazzo ne fà cento) je komická opera (dramma giocoso per musica) o třech dějstvích českoněmeckého skladatele Floriana Leopolda Gassmanna na libreto neznámého autora. Premiéru opery uvedlo v podzimní stagioně roku 1762 benátské divadlo Teatro San Moisè.

## Vznik a charakteristika
Florian Lepold Gassmann působil v letech 1757–1762 v Benátkách, kde každý rok premiéroval jednu operu v žánru buď opera seria (Meropé, Hypsipylé, Cato v Utice) nebo opera buffa (Ptáčníci, Filozofie a láska). Poslední z nich byla buffa Jeden blázen sto jiných nadělá, uvedená divadlem Teatro San Moisè v podzimní sezóně roku 1762; v následujícím roce již Gassmann přesídlil k císařskému dvoru do Vídně, kde strávil zbytek života.
Autor libreta s názvem Jeden blázen sto jiných nadělá, jež vychází z italského úsloví zesměšňujícího lidskou tendenci ke slepému napodobování, není znám. Námět není totožný s operou Un pazzo ne fa cento, ovvero Don Chisciotte, jejíž libreto napsal Steffano Bernardetto Pallavicini a hudbu Giovanni Alberto Ristori a která měla premiéru 25. února 1727 v Drážďanech. Jinou látku zpracovává rovněž libreto Giuseppa Marii Foppy [La contessa di Colle Erboso ossia] Un pazzo ne fa cento, které zhudebnili Johann Simon Mayr (Benátky 1796) a Pietro Generali (Turín 1813). 
Podle gassmannovského badatele z přelomu 19. a 20. století Gustava Donatha je text této opery „neuvěřitelně naivní v nejhorším smyslu slova“. Od předchozích (a některých pozdějších) Gassmannových komických oper se odlišuje v tom, že nemá žádné vážné postavy („parte serie“), jen komické. Donath považuje árie z této opery za „jemnější a pečlivější“ než ve Filozofovi a lásce, avšak málo charakteristické; za nejzdařilejší považuje parodicky patetický recitativ a árii Pasquina ze 2. dějství (Si mora adunque … La spada é gia snudata) a árii Ippolita z konce téhož dějství (Ah? che? come? che dite?). Hlavní pokrok vidí v postupném osamostatňování orchestrálního doprovodu od zpěvních hlasů.
O ohlasu této poslední opery, kterou Gassmann napsal během svého benátského působení, nejsou zprávy. Rukopis se zachoval v Rakouské národní knihovně, ale nejsou zprávy o jejím uvedení ve Vídni ani v jakémkoli jiném divadle kromě San Moisè.

## Osoby a první obsazení
| osoba                                                        | hlasový obor | premiéra (1762)    |
| ------------------------------------------------------------ | ------------ | ------------------ |
| Pasquino, syn Cassandra navrátivší se ze svých cest a studií | tenor        | Filippo Laschi     |
| Ippolito, fattor di campagna                                 | bas          | Domenico Poggi     |
| Cassandro, starý mlynář                                      | bas          | Francesco Bianchi  |
| Parpagnaco, Pasquinův sluha                                  | tenor        | Giacomo Lambertini |
| Graziosa, Ippolitova sestra                                  | alt          | Giovanna Baglioni  |
| Lesbina, Pasquinova sestra                                   | soprán       | Agata Masi         |
| Nespolina, Ippolitova služka                                 | soprán       | Anna Gallo         |
| Cassandrovi pachtýři, Pasquinovi lokajové                    |              |                    |
| Dirigent: Florian Leopold Gassmann                           |              |                    |
| Výprava: Girolamo Mauri a Cugini Mauri                       |              |                    |
| Kostýmy: Francesco de'Grandis                                |              |                    |
| Choreograf: Francesco Guardini                               |              |                    |

## Děj opery

### 1. dějství
(1. obraz – Venkovská krajina poblíž Cassandrova mlýna se zdobenou slavobránou) Vesničané dokončují přípravu slavobrány k návratu Pasquina, syna zdejšího mlynáře Cassandra, ze studií a cest. Pasquinův sluha Parpagnaco, který dorazil v předstihu a vítání přichystal, jim děkuje a loučí se s nimi, přičemž se snaží vyhnout hovoru s Nespolinou, služebnou u sedláka Ippolita (introdukce–duet Mio signore. – Addio, addio). Nespolina mu připomíná, že jí kdysi slíbil sňatek, ale Parpagnaco se vymlouvá. Jeho pán dosáhl doktorátu, čímž se prý dostal do blízkosti samotného trůnu a potažmo i Parpagnaco postoupil do stavu, ve kterém si nemůže vzít neurozenou nevěstu (árie Tu non conoschi ancora). Nespolina zuří.
Není přitom sama. Přibíhá Graziosa, sestra jejího pána Ippolita a kdysi Pasquinova snoubenka; nyní se k ní však Pasquino nezná. Stejně tak sám Ippolito byl nyní odmítnut svou snoubenkou Lesbinou, Pasquinovou sestrou, protože jí bratrův doktorát stoupnul do hlavy. Všichni tři lají na nevěrné milence a chtějí se jim krutě pomstít, jen zatím nevědí jak (tercet Povero mio cervello).
V obdivném průvodu přichází sám Pasquino (ansámbl Lieto giorno, e fortunato). Cassandro ho uvádí a žádá o promluvu a Pasquino řeční: jeho řeč je plná učených nesmyslů, ale od doktorátu přechází k fantastickým tvrzením o to, že získal nejvyšší šlechtické tituly – rytířský, hraběcí, vévodský, markrabský, ba stovky knížectví a království (árie Vi dirà che una contea). Za různých výrazů obdivu se nechá odvést do mlýna. Užaslí Lesbina a Cassandro se vyptávají Parpagnaca, zda jeho pán mluvil pravdu, a Parpagnaco to potvrzuje, byť je ve skutečnosti překvapen stejně jako oni. Cassandro stále váhá, zda věřit – vždyť prý se do Pasquina zamilovala sama císařovna trebizondská a provdala se zaň (árie Può darsì? o non può darsì?). Lesbina se od Parpagnaca dozvídá, že jí přísluší hodnost kněžny či královny, a už se připravuje na svou úlohu (árie Largo largo si dirà).
(2. obraz – Světnice v Ippolitově domě) Graziosa si zoufá nad ztracenou láskou (kavatina Graciosa Infelice, sventurata). Nespolina jí přináší novinky o císařsko-královských ambicích Pasquinovy rodiny. Ippolito se snaží svou sestru utěšit: už prý vydumal jakési řešení (árie Qui ci vuoi cervello, ed arte). Graziosa neví, co má za lubem, ale domnívá se, že by dokázala hrát královnu stejně dobře jako jiné (árie Mio contino, dove andate?). Nespolině se zdá, že se všichni pomátli. Hlavně však musí vyřešit, co dělat, když ji Parpagnaco opustil. Proto zkouší, jak někoho přesvědčit, aby se nad ní slitoval a co nejdříve si ji vzal (árie Di questa meschinella).
(3. obraz – Světnice v Cassandrově domě se směšným trůnem) Pasquino pozoruje připravený trůn a už si představuje, jak bude dobrým vládcem (kavatina Se far spesa in un bel giorno). Vstupují Cassandra, Lesbina a Parpagnaco v karikovaných dvorských oděvech se směšně livrejovanými sluhy. (sbor-tercet Viva viva il gran Pasquino a pochod). Cassandro a Lesbina usedají po Pasquinových stranách, dostávají od Parpagnaca panovnické insignie a od Pasquina lekce v ušlechtilém chování.
Parpagnaco ohlašuje neočekávané vyslance císaře moluckého (jsou to převlečení Ippolito a Graziosa). Tvrdí, že jejich císař si měl sám vzít trebizondskou císařovnu a uplatňuje svůj nárok: tituly a vládu ať si Pasquino ponechá, ale manželku ať mu Pasquino postoupí, jinak mu vyhlásí válku. Ohromený Pasquino a jeho rodina nevědí, jak na hrozbu reagovat, ale zdráhají se vyhovět a spor s vyslanci málem přeroste do fyzického střetu. Tu Nespolina ke všeobecnému úžasu ohlásí, že se blíží samotná císařovna trebizondská (finále Con mille e più Feluche).

### 2. dějství

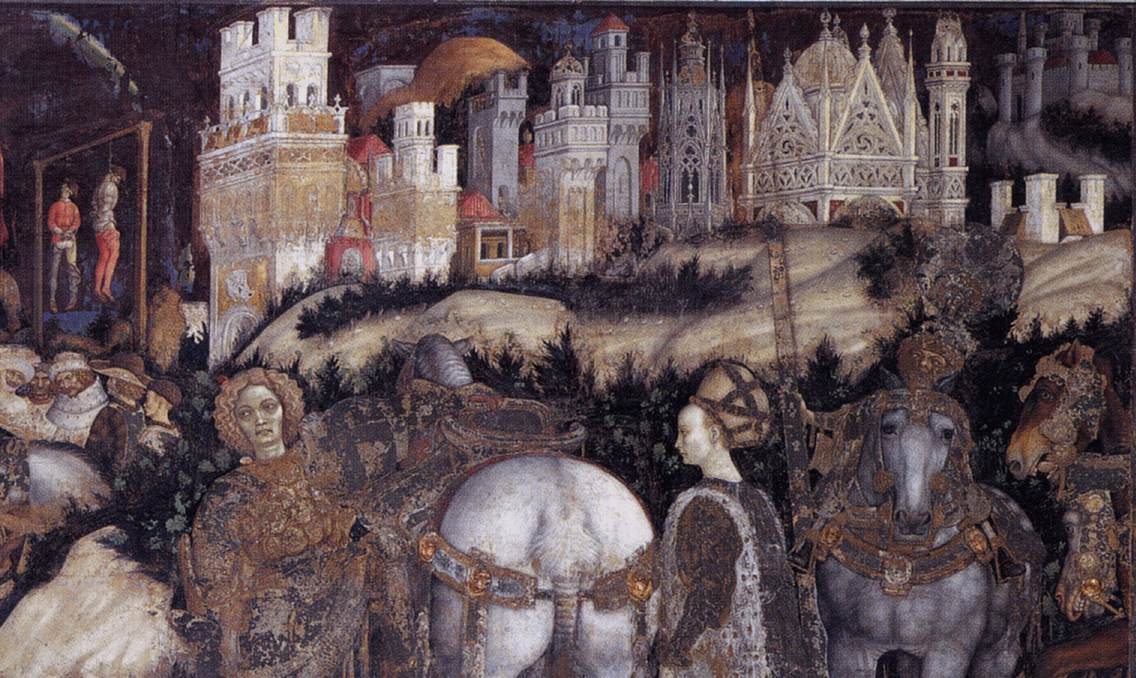
Fiktivní vyobrazení Trebizondu na fresce Pisanella v bazilice sv. Anastázie ve Veroně, 15. století

(1. obraz – Lesní paseka) Nespolina si blahopřeje, jak duchaplně zachránila z ošemetné situace své pány „vyslance“. Ippolito a Graziosa lamentují nad tím, že jejich naděje je tatam, pokud si císařovna trebizondská skutečně přijde pro manžela. Mají přímo sebevražedné myšlenky (kavatina–duet Se perduta è la speranza). Nespolinu je prohlašuje za blázny a odvrací je od chmurných záměrů – však ono se ještě něco vymyslí. 
Pak odejde s Ippolitem a Graziosa si o samotě stále zoufá. Zato Pasquino přichází v dobrém rozmaru (kavatina Se far spesa in un bel giovine) a chvíli s neznámou kráskou flirtuje, dokud se mu Graziosa nedá poznat jako jeho dávná snoubenka. Pasquino tvrdí, že se matně rozpomíná na to, že ji kdysi miloval – jenže nyní si ji už vzít nemůže, protože je ženat s císařovnou. Graziosa klesá ve mdlobách. Pasquino přemýšlí, jak by se na jeho místě zachovali urození literární hrdinové, a shledává, že pravý kavalír by se probodnul nad bezvládným tělem své milenky. Loučí se tedy zdlouhavě se světem, dává sbohem pastýřům, nymfám, kentaurům, harpyjím atd., obnažuje svůj meč a přikládá si ho k hrudi… ale nakonec si řekne, že to za to nestojí, a v klidu odchází (doprovázený recitativ a árie Si mora adunque … La spada è già snnudata). Graziosa se vzpamatuje a stíhá ho nadávkami.
Cassandro, Lesbina a Parpagnaco probírají nenadálou návštěvu císařovny. Lesbina si stěžuje, že císařovna nedala o svém příjezdu vědět předem, ale Cassandro ji hájí s tím, že asi nevydržela tak dlouho bez milovaného manžela – kéž by takových žen bylo více (árie Se alle donne quante sono). Lesbina se snaží vyzvědět na Parpagnacovi, jaká je její švagrová, a popisuje, jakého ženicha by si přála ona (árie Voglio un visino languido). Parpagnacovi je toužení mlynáře a jeho dcery po královském přepychu cizí. Jeho ambice jsou skromnější: dokud má co jíst a pít, nestará se o zítřek (árie Quel mangiar con appetito).
(2. obraz – Světnice v Ippolitově domě) Ippolito, Graziosa a Nespolina se domlouvají na další lsti: než dorazí pravá císařovna, může se za ni vydávat Graziosa a ostatní ji mohou doprovodit: Ippolito jako královský bratr a Nespolina jako dvorní dáma. Graziosa se těší: ještě ukáže, že dokáže hrát urozenost lépe než Lesbina (árie Attenti. O che grazietta). Nespolina dodává Ippolitovi odvahy a ujišťuje ho, že ženský důvtip přechytračí i čerta (árie Sempre le perde il diavolo). Nicméně Ippolito má obavy: co když Pasquino jejich léčku prohlédne? Je-li tak sečtělý, jistě zná i černou magii, aby se jim pomstil. Ippolito má věru proč se bát (árie Ah? che? come? che dite?).
(3. obraz – Dvůr před Cassandrovým domem) Pasquino blouzní o tom, že je císařovna skutečně jeho manželkou. Když se ho však Lesbina zeptá na její jménu, musí si ho vymyslet. Parpagnaco přináší zprávu, že císařovna dorazí co nevidět. Pasquino odbíhá naladit svou kytaru, aby ji příjemně přivítal, Cassandro běží do kuchyně, aby připravil pohoštění, Parpagnaco jde uchystat uvítání – a Lesbina uteče strachem z toho, že by musela mluvit s cizinkou, aniž by znala řeči.
Graziosa jako císařovna, Ippolito jako její bratr a Nespolina jako dvorní dáma vstupují v honosném vybavení. Nejprve jsou překvapeni, že jsou na dvoře sami, ale vzápětí přichází Cassandro je uvítat a představit se jim, Lesbina se ihned zakouká do „Měsíčního monarchy“ Ippolita a Parpagnaco se dvoří „dvorní dámě“ Nespolině. Pasquino jim zpívá a hraje, pak však „císařovně“ musí vysvětlovat, proč ji nechal tak dlouho samotnou. Jeho blábolení všichni obdivují pro údajnou učenost. Smíření domnělého císařského páru však přeruší zpráva, že v mlýnské kuchyni vypukl požár. Všichni spěchají pomoci při hašení (finále Ove sono, ove m'aggiro).

### 3. dějství
(1. obraz – Světnice v Cassandrově domě se židlemi a stolkem) Cassandro si zoufá: dovtípil se, že hosté byli Graziosa, Ippolito a Nespolina. Stejně si stýská i Parpagnaco a oba se vzájemně obviňují z toho, kdo z nich pověst o trebizondské císařovně vyvolal. Nespolina přichází a utahuje si z Parpagnaca. Zklamaný a rozzlobený Cassandro je oba vyhání jako podvodníky (tercet Farò veder chi sono).
Lesbina, provázená Ippolitem, pláče nad ztracenými iluzemi. Ippolito ji utěšuje a ujišťuje ji o své neochvějné lásce (árie Deh ritorna a chi t'adora). – Pasquino přichází s mečem a chce se pro blamáž zabít, ale rozdurděný otec ho odzbrojí a chce mu dát za vyučenou sám. Lesbina oba uklidňuje a pak domlouvá bratrovi, ať nezoufá, vzpamatuje se a uchází se znovu o Graziosu. Ta právě přichází a Lesbina jí předává péči o Pasquina (árie Son curiosa).
Pasquino se Graziose omlouvá za porušení slibu a svou pošetilost a nechápe, jaké bláznovství se ho chopilo. Graziosa mu připomíná, že ostatní – včetně jí – se dali strhnout úplně stejně. Oba si vyznávají lásku (duet Se vuoi tu, che lieto io sia).
(2. obraz – Síň v Cassandrově domě vyzdobená pro přivítání císařovny) Cassandro dosud lká nad poblouzněním, které ho nejen zesměšnilo před celou vsí, ale i napůl zruinovalo. Lesbina ho utěšuje a nabízí řešení, jak změnit okamžik hanby ve slavnostní den: svolit s jejím sňatkem s Ippolitem a vyhovět přání Graziosy. Graziosa předstupuje a žádá Cassandra o svolení ke sňatku s jeho synem Pasquinem. Cassandro se sice diví, že si chce vzít takového pomatence, ale uděluje požehnání oběma svatbám – k nimž se přidruží i třetí, protože Parpagnaco si bere Nespolinu. Casandro říká, že takové šílenství, jakého byli svědky dnes, aby v letopisech pohledal – ale takto dopadá, když jeden blázen sto jiných nadělá. Všechny postavy pak doufají, že s dnešním dnem je bláznovství konec (sbor Può ben dirsi fortunata).

## Diskografie
- 2006/2007 (CD 2009 Naxos 8.570421) Předehra, English Chamber Orchestra řídí Sylvia Alimena.